# Václav Trégl
Václav Trégl (ur. 10 grudnia 1902 w Bělá pod Bezdězem, zm. 11 lutego 1979 w Pradze) –   czechosłowacki aktor. W latach 1933–1977 zagrał w ponad 120 filmach.

## Wybrana filmografia
- 1933: Rewizor jako sługa Josef
- 1934: Hej rup! jako spekulant
- 1934: Dziadziuś jako służący
- 1937: Harmonika jako dziadek Emči
- 1940: Życie jest piękne jako gospodarz
- 1942: Ryba na sucho jako emeryt Tichý
- 1946: 13 komisariat jako malarz w knajpie
- 1952: Cesarski piekarz jako służący cesarza
- 1955: Orkiestra z Marsa jako doradca
- 1956: Proszę ostrzej! jako delegat u ministra
- 1957: Dobry wojak Szwejk jako „niewinny” aresztant
- 1957: Melduję posłusznie, że znowu tu jestem! jako konduktor
- 1959: Majowe gwiazdy jako jąkający się mężczyzna
- 1976: Jutro się policzymy, kochanie jako sąsiad
- 1976: Mareczku, podaj mi pióro! (Marečku, podejte mi pero!) jako stary Plha
- 1976: Na skraju lasu jako Vondruška
- 1977: Trzydzieści przypadków majora Zemana (19. odcinek pt. Trzecie skrzypce) jako dziadek